# 小行星8488
小行星8488（8488 d'Argens）是一颗绕太阳运转的小行星，为主小行星带小行星。该小行星于1989年9月26日发现。

## 轨道参数
小行星8488的轨道半长轴为2.2588187 UA，离心率为0.083。